# Adele Gleaves
Adele Gleaves Haswell (Estados Unidos) é uma ex-ginasta estadunidense, que competiu em provas de ginástica artística.
Gleaves fez parte da equipe estadunidense que disputou os Jogos Pan-americanos de Cali, na Colômbia. Neles, foi membro da seleção tetracampeã por equipes, ao superar as cubanas. Individualmente, subiu ao pódio como medalhista de bronze no salto sobre o cavalo, em disputa vencida pela companheira de seleção, Roxanne Pierce. Ao longo da carreira, foi ginasta suplente para os Jogos Olímpicos de Munique, em 1972, e campeã nacional no ano seguinte.